# Stefan Jackowski
Stefan Maria Jackowski (ur. 11 lutego 1951 w Łodzi) – polski matematyk, profesor nauk matematycznych. Specjalizuje się w topologii algebraicznej. Profesor zwyczajny w Instytucie Matematyki Wydziału Matematyki, Informatyki i Mechaniki Uniwersytetu Warszawskiego. Prezes Polskiego Towarzystwa Matematycznego w latach 2005-2013.

## Życie i twórczość
W latach 1964-1968 był uczniem III LO im. Tadeusza Kościuszki w Łodzi. W ostatniej klasie zwyciężył w krajowej olimpiadzie fizycznej, dzięki czemu wziął udział w jej międzynarodowej edycji w Budapeszcie. Następnie rozpoczął studia Wydziale Fizyki Uniwersytetu Warszawskiego, przenosząc się w 1970 roku na Wydział Matematyki i Mechaniki. W trakcie studiów należał do Związku Młodzieży Socjalistycznej i Zrzeszenia Studentów Polskich.
Studia ukończył w 1973. Za pracę magisterską pt. Wiązki zorientowane w uogólnionych teoriach kohomologii otrzymał I nagrodę w konkursie studenckich prac matematycznych PTM im. J. Marcinkiewicza. Stopień doktorski uzyskał na Uniwersytecie Warszawskim w 1976 na podstawie pracy pt. Localization and Completion Theorems in Equivariant Cohomology Theories, przygotowanej pod kierunkiem prof. Andrzeja Białynickiego-Biruli. Tytuł naukowy profesora nauk matematycznych otrzymał w 1996. 
W Instytucie Mechaniki UW (Wydział MIM) rozpoczął pracę w 1973 roku. W ramach Wydziału Matematyki, Informatyki i Mechaniki UW pełnił m.in. funkcję dziekana w latach 1990-1996 i 1999-2005. W kilku kadencjach członek senatu UW. Członek komitetów redakcyjnych czasopism naukowych: „Fundamenta Mathematicae” oraz „Journal of Homotopy and Related Structures”. Były członek Komitetu Matematyki PAN. Na kadencję 2017-2020 wybrany do zarządu Europejskiego Towarzystwa Matematycznego.
Kierował kilkoma projektami naukowymi. Wykładał i prowadził badania w wielu ośrodkach zagranicznych m.in. takich jak: 
:de:Max-Planck-Institut für Mathematik w Bonn, Centre de Recerca Matemàtica w Barcelonie,Fields Institute w Toronto, Université de Paris XIII Paris-Nord, Institut Mittag-Leffler w Sztokholmie, Purdue University w West Lafayette, Uniwersytet w Getyndze, Uniwersytet Hebrajski, Mathematical Sciences Research Institute w Berkeley, University of Virginia w Charolottesvile, Ohio State University w Columbus, University of Chicago, Politechnika Federalna w Zurychu, Uniwersytet Aarhus, Uniwersytet Oksfordzki.
Specjalizuje się w topologii algebraicznej – najważniejsze wyniki dotyczą powiązań między topologią działań grup i teorią homotopii. Zostały opublikowane m.in. w czasopismach lub zbiorach monografii „Annals of Mathematics”, „Acta Mathematica” „Topology”, „Journal of Pure and Applied Algebra”, „Algebraic Topology and its Applications” oraz „Proceedings of the American Mathematical Society”.
Autor publikacji i analiz dotyczących szkolnictwa wyższego. Inicjator Uniwersyteckiego Systemu Obsługi Studiów. W latach 2008-2010 przewodniczący Zespołu ds. Edukacji przy Rzeczniku Praw Obywatelskich. Koordynator merytoryczny „Strategii rozwoju szkolnictwa wyższego w Polsce do roku 2020”, opracowanej przez zespół Ernst & Young oraz Instytut Badań nad Gospodarką Rynkową. Od 2013 roku członek Komitetu Ewaluacji Jednostek Naukowych
W 1998 roku za działalność naukową i dydaktyczną odznaczony Krzyżem Kawalerskim Orderu Odrodzenia Polski.
Żonaty z Agnieszką Bojanowską-Jackowską, matematyczką.